# 952
Năm 952 là một năm trong lịch Julius.

## Sinh
- Thái hậu Dương Vân Nga, vợ 2 vua Đinh Tiên Hoàng và Lê Đại Hành.